# Kulîkiv, Kremeneț
Kulîkiv (în ucraineană Куликів) este un sat în comuna Dunaiv din raionul Kremeneț, regiunea Ternopil, Ucraina.

## Demografie
Componența lingvistică a localității Kulîkiv
     Ucraineană (99,26%)
     Alte limbi (0,74%)
Conform recensământului din 2001, majoritatea populației localității Kulîkiv era vorbitoare de ucraineană (99,26%), existând în minoritate și vorbitori de alte limbi.